# Funcție derivabilă

O funcție derivabilă

În matematică o funcție derivabilă de variabilă reală este o funcție a cărei derivată există în orice punct din domeniul său. Cu alte cuvinte, graficul unei funcții derivabile are în orice punct din domeniul său o tangentă, care nu este verticală. O funcție derivabilă este netedă (în orice punct din domeniu funcția este bine aproximată local de o funcție liniară) și nu conține nicio rupere, frângere sau punct de întoarcere.
Formal, dacă x0 este un punct din domeniul unei funcții f, atunci se spune că f este derivabilă în x0 dacă există derivata {\displaystyle f'(x_{0})}. Cu alte cuvinte, graficul lui f are o linie tangentă care nu este verticală în punctul (x0, f(x0)). Se spune că f este derivabilă pe U dacă este derivabilă în orice punct din U. Se spune că f este „derivabilă continuu” dacă derivata sa este, de asemenea, o funcție continuă pe domeniul funcției {\displaystyle f}. În general, se spune că f este din clasa {\displaystyle C^{k}} dacă primele sale {\displaystyle k} derivate {\displaystyle f^{\prime }(x),f^{\prime \prime }(x),\ldots ,f^{(k)}(x)} există și sunt continue pe domeniul funcției {\displaystyle f}.

## Derivabilitatea funcțiilor reale de o variabilă
O funcție {\displaystyle f:U\to \mathbb {R} }, definită pe o mulțime deschisă {\displaystyle U\subset \mathbb {R} }, se spune că este „derivabilă” pe {\displaystyle a\in U} dacă derivata
{\displaystyle f'(a)=\lim _{h\to 0}{\frac {f(a+h)-f(a)}{h}}}
există. Aceasta implică faptul că funcția este continuă în a.
Se spune că această funcție f este derivabilă pe U dacă este derivabilă în orice punct al lui U. În acest caz, derivata lui f este astfel o funcție din U în {\displaystyle \mathbb {R} .}

Funcțiile derivabile pot fi aproximate local prin funcții liniare

Funcția cu pentru și este derivabilă. Totuși, această funcție nu este derivabilă continuu.

O funcție continuă nu este neapărat derivabilă, dar o funcție derivabilă este în mod necesar continuă (în orice punct în care este derivabilă) așa cum se arată mai jos. Se spune că o funcție este „derivabilă continuu” dacă derivata ei este și o funcție continuă; există o funcție care este derivabilă, dar care nu poate fi derivată continuu, așa cum se arată mai jos.

## Derivabilitate și continuitate

Valoarea absolută a funcției este continuă (adică nu are goluri). Este derivabilă peste tot cu excepția punctului x = 0, unde se frânge când traversează axa y.

Un punct de întoarcere pe graficul unei funcții continue. În zero, funcția este continuă, dar nu este derivabilă.

Dacă f este derivabilă într-un punct x0, atunci f trebuie să fie, de asemenea, continuă în x0. În special, orice funcție derivabilă trebuie să fie continuă în orice punct din domeniul său. Afirmația inversă nu este valabilă: o funcție continuă nu trebuie să fie derivabilă. De exemplu, o funcție cu frângere sau cu o tangentă verticală poate fi continuă, dar nu este derivabilă în locul anomaliei.
Majoritatea funcțiilor care apar în practică au derivate în toate punctele sau aproape în orice punct. Totuși, un rezultat al lui Stefan Banach afirmă că mulțimea funcțiilor care au o derivată la un moment dat este o mulțime rară⁠(d) în spațiul tuturor funcțiilor continue. Informal, aceasta înseamnă că funcțiile derivabile sunt foarte atipice între funcțiile continue. Primul exemplu cunoscut al unei funcții care este continuă peste tot, dar nu poate fi derivată nicăieri este funcția Weierstrass⁠(d).

## Clase de derivabilitate
Se spune că o funcție {\displaystyle f} este derivabilă continuu dacă derivata {\displaystyle f^{\prime }(x)} există și este în sine o funcție continuă. Deși derivata unei funcții derivabile nu are niciodată o discontinuitate de salt, este posibil ca derivata să aibă o discontinuitate esențială. De exemplu, funcția
{\displaystyle f(x)\;=\;{\begin{cases}x^{2}\sin(1/x)&{\text{ if }}x\neq 0\\0&{\text{ if }}x=0\end{cases}}}
este derivabilă în 0, deoarece
{\displaystyle f^{\prime }(0)=\lim _{\varepsilon \to 0}\left({\frac {\varepsilon ^{2}\sin(1/\varepsilon )-0}{\varepsilon }}\right)=0}
există. Totuși, pentru {\displaystyle x\neq 0,} regulile de derivare⁠(d) implică
{\displaystyle f'(x)=2x\sin(1/x)-\cos(1/x)}
care nu are limită când {\displaystyle x\to 0.} Astfel, acest exemplu arată existența unei funcții care este derivabilă, dar nu derivabilă continuu (adică, derivata nu este o funcție continuă). Totuși, Teorema lui Darboux implică faptul că derivata oricărei funcții satisface concluzia teoremei valorilor intermediare⁠(d).
Similar cu modul în care despre funcțiile continue se spune că sunt din clasa {\displaystyle C^{0},} funcțiile derivabile continuu se spune uneori a fi din clasa {\displaystyle C^{1}.} O funcție este din clasa {\displaystyle C^{2}} dacă prima și a doua derivată a funcției există și sunt continue. Mai general, se spune că o funcție este de clasa {\displaystyle C^{k}} dacă primele {\displaystyle k} derivate {\displaystyle f^{\prime }(x),f^{\prime \prime }(x),\ldots ,f^{(k)}(x)} există toate și sunt continue. Dacă derivatele {\displaystyle f^{(n)}} există pentru toate numerele întregi pozitive {\displaystyle n,} funcția este netedă, sau, echivalent, din clasa {\displaystyle C^{\infty }.}

## Derivabilitatea în dimensiuni superioare
O funcție de mai multe variabile reale⁠(d) f: Rm → Rn se spune că este derivabilă într-un punct x0 dacă există o funcție liniară J: Rm → R n astfel încât
{\displaystyle \lim _{\mathbf {h} \to \mathbf {0} }{\frac {\|\mathbf {f} (\mathbf {x_{0}} +\mathbf {h} )-\mathbf {f} (\mathbf {x_{0}} )-\mathbf {J} \mathbf {(h)} \|_{\mathbf {R} ^{n}}}{\|\mathbf {h} \|_{\mathbf {R} ^{m}}}}=0.}
Dacă o funcție este derivabilă în x0, atunci toate derivatele parțiale în x0 există, iar funcția liniară J este dată de matricea jacobiană⁠(d), în acest caz o matrice n × m.
Dacă într-o vecinătate a unui punct x0 există toate derivatele parțiale ale unei funcții și sunt continue în punctul respectiv, atunci funcția este derivabilă în acel punct.
Totuși, existența derivatelor parțiale (sau chiar a tuturor derivatelor direcționale) nu garantează că o funcție este derivabilă într-un punct. De exemplu, funcția f: R2 → R definită de
{\displaystyle f(x,y)={\begin{cases}x&{\text{if }}y\neq x^{2}\\0&{\text{if }}y=x^{2}\end{cases}}}
nu este derivabilă în (0, 0), dar toate derivatele parțiale și derivatele direcționale există în acest punct. Pentru un exemplu continuu, funcția
{\displaystyle f(x,y)={\begin{cases}y^{3}/(x^{2}+y^{2})&{\text{if }}(x,y)\neq (0,0)\\0&{\text{if }}(x,y)=(0,0)\end{cases}}}
nu este derivabilă în (0, 0), dar din nou toate derivatele parțiale și derivatele direcționale există.

## Derivabilitatea în analiza complexă
În analiza complexă, derivabilitatea complexă este definită folosind aceeași definiție ca și la funcțiile reale cu o singură variabilă. Acest lucru este admis de posibilitatea împărțirii numerelor complexe. Deci, se spune că o funcție {\displaystyle f:\mathbb {C} \to \mathbb {C} } este derivabilă în {\displaystyle x=a} când
{\displaystyle f'(a)=\lim _{h\to 0}{\frac {f(a+h)-f(a)}{h}}.}
Deși această definiție pare similară cu derivabilitatea funcțiilor reale cu o singură variabilă, este totuși o condiție mai restrictivă. O funcție {\displaystyle f:\mathbb {C} \to \mathbb {C} }, care este derivabilă complex într-un punct {\displaystyle x=a}, este derivabilă automat în acel punct când este privită ca o funcție {\displaystyle f:\mathbb {R} ^{2}\to \mathbb {R} ^{2}}. Acest lucru se datorează faptului că derivabilitatea complexă implică faptul că
{\displaystyle \lim _{h\to 0}{\frac {|f(a+h)-f(a)-f'(a)h|}{|h|}}=0.}
Totuși, o funcție {\displaystyle f:\mathbb {C} \to \mathbb {C} } poate fi derivabilă ca funcție cu mai multe variabile, fără a fi derivabilă complex. De exemplu, {\displaystyle f(z)={\frac {z+{\overline {z}}}{2}}} este derivabilă în orice punct, văzută ca funcție reală cu 2 variabile {\displaystyle f(x,y)=x}, dar nu este derivabilă complex în niciun punct.
Orice funcție care este derivabilă complex într-o vecinătate a unui punct se numește funcție olomorfă în acel punct. O astfel de funcție este neapărat derivabilă la infinit și este de fapt o funcție analitică.